# Gefahrenraum-Freimeldeanlage

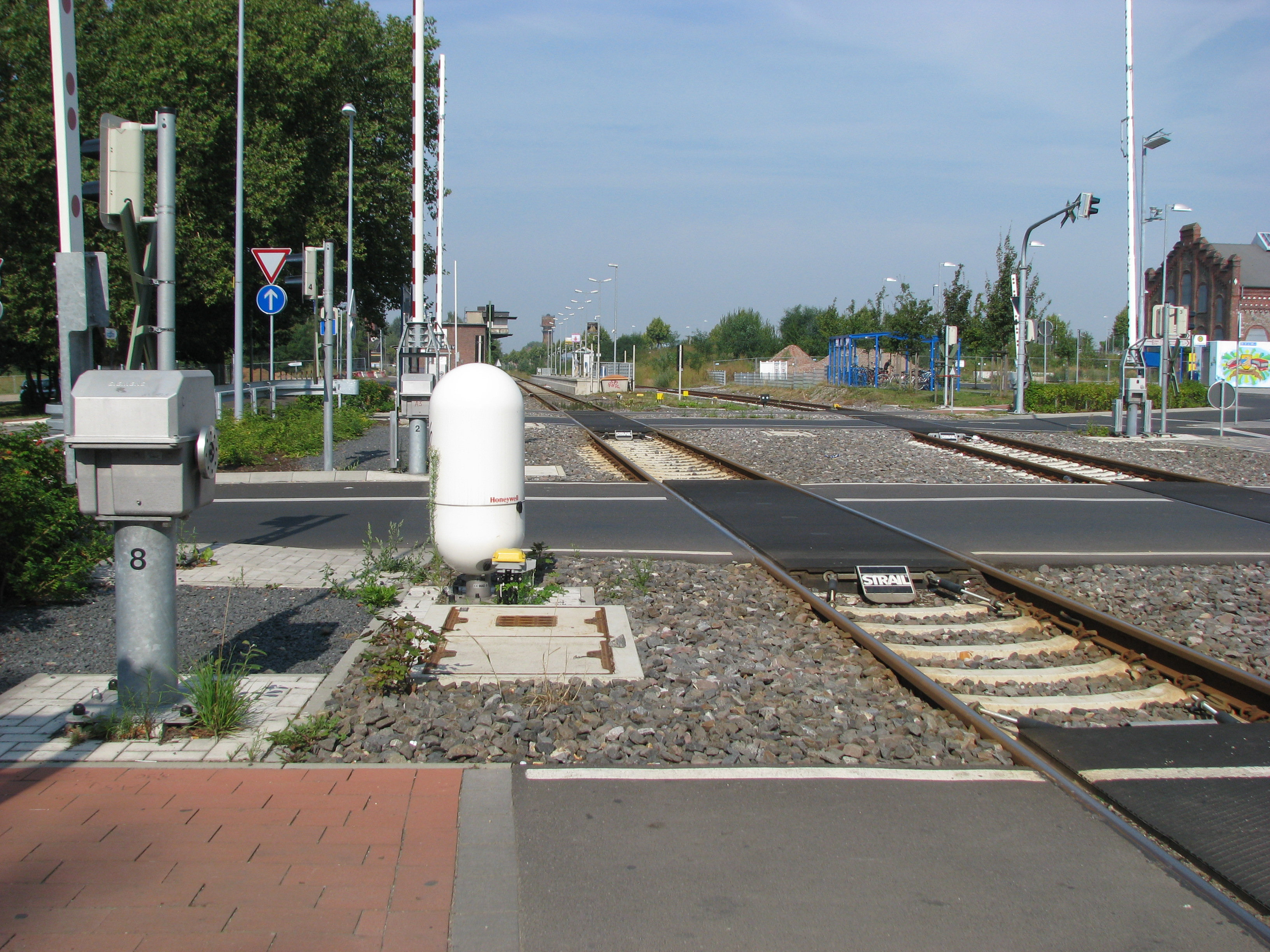
Bahnübergang mit Gefahrenraum-Überwachung durch Radarscanner

Eine Gefahrenraum-Freimeldeanlage ist eine technische Anlage, die an Bahnübergängen den Gefahrenraum des Kreuzungsbereichs von Schiene und Straße einschließlich eines Sicherheitsraumes überwacht. Sie soll verhindern, dass ein Eisenbahnfahrzeug mit einem im Gefahrenraum befindlichen Objekt kollidiert oder dass dieses überhaupt im Gefahrenraum eingeschlossen wird. Technisch wird dies teils über Induktionsschleifen, über Infrarot-Lichtschranken oder Radar-Systeme realisiert.

## Hintergrund
Aus mehreren Gründen könnte sich gerade zu dem Zeitpunkt, zu dem sich die Schranken für die Durchfahrt des Zugs schließen, noch etwas im Gefahrenraum befinden. Je mehr Gleise nebeneinander liegen, desto länger etwa dauert insbesondere für Fußgänger die Querung. Für Fahrzeuge ist nach § 12 (1) StVO das Halten auf Bahnübergängen verboten, sodass gemäß § 1 StVO bei einer vorausschauenden Fahrweise auch im Falle eines Rückstaus das Befahren des Gefahrenraums vermieden werden soll. Dennoch kommen in solchen Situationen häufig unachtsame Verkehrsteilnehmer auf dem Bahnübergang zum Stehen.
Während unbeschrankte Bahnübergänge und Bahnübergänge mit Halbschranken theoretisch jederzeit das Räumen des Gefahrenraums ermöglichen, besteht bei Vollschranken sowie Halbschranken mit Vollabschluss die Gefahr, dass ein Fußgänger oder ein Fahrzeug zwischen den Schranken eingeschlossen werden kann. Daher werden Bahnübergänge im einfachsten Fall durch einen Schrankenwärter oder den Fahrdienstleiter im Stellwerk durch direkte Einsicht überwacht, später auch per Videoübertragung. Im Zuge der Modernisierung älterer Stellwerkssysteme mit mechanischer oder Relais-Technik zu computergestützten elektronischen Stellwerken und dem damit einhergehenden Wachstum des Zuständigkeitsbereichs eines Stellwerks wäre die visuelle Überwachung zu aufwändig und unrentabel. Laut Eisenbahn-Bau- und Betriebsordnung ist der Verzicht auf die visuelle Überwachung zulässig, sofern das Schließen der Schranken durch Lichtzeichen auf den Straßenverkehr abgestimmt und das Freisein des Bahnübergangs durch technische Einrichtungen festgestellt wird.
Sollen die Schranken nun für eine Zugdurchfahrt geschlossen werden, stellen zuerst die Lichtzeichen sowie die für die Verkehrsteilnehmer vor dem Bahnübergang gelegenen Einfahrschranken sicher, dass keine Verkehrsteilnehmer mehr in den Gefahrenraum eintreten. Gleichzeitig prüfen die Sensoren den Gefahrenraum. Ist dieser frei, können die verbleibenden Ausfahrschranken für den Vollabschluss nach der Räumzeit geschlossen werden. Befindet sich noch etwas im Gefahrenraum, kann der Schließvorgang gestoppt oder gegebenenfalls die Schranken noch einmal geöffnet werden. Erst wenn der Gefahrenraum bei geschlossenen Schranken frei ist und eine Überwachungsverzögerungszeit abgelaufen ist, kann das vor dem Bahnübergang stehende Signal auf Fahrt gestellt werden. Andernfalls, oder wenn nachträglich ein Objekt in den Gefahrenraum eintritt, wird der Fahrdienstleiter elektronisch benachrichtigt. Letzteres ist jedoch bei den gängigen Anlagen in Deutschland nicht vorgesehen. Hat der Zug zu diesem Zeitpunkt das Signal bereits passiert, kann er auch nur noch mittels eines Nothaltauftrags gestoppt werden.
In Deutschland waren im Frühjahr 2025 zwei Typen von Gefahrenraumfreimeldeanlagen zugelassen, ein weiterer befand sich im Zulassungsverfahren.

## Sensorarten

### Induktionsschleife
Im Jahr 1999 wurde als Auftrag der NS Railinfrabeheer von Pintsch Bamag aus der für Deutschland entwickelten Serie RBÜT eine Anlage ADOB abgeleitet, die mittels zusätzlichem Signal den Triebfahrzeugführer vor einem blockierten Gefahrenraum warnen kann. Neben Radarsensoren geschieht dies auch durch Induktionsschleifen in der Fahrbahn.

### Infrarot-Lichtschranke
Die Infrarot-Lichtschranke funktioniert nur dann richtig, wenn sie diagonal vom linken Andreaskreuz auf der einen Seite des Bahnübergangs (BÜ) zum rechten Andreaskreuz auf der anderen Seite des Bahnübergangs ausgerichtet ist (die andere Lichtschranke überwacht die zweite Diagonale). Ebenso muss eine weitere Lichtschranke die Schranke beziehungsweise Signalampel für den Straßenverkehr kontrollieren.

### Radarsensoranlagen

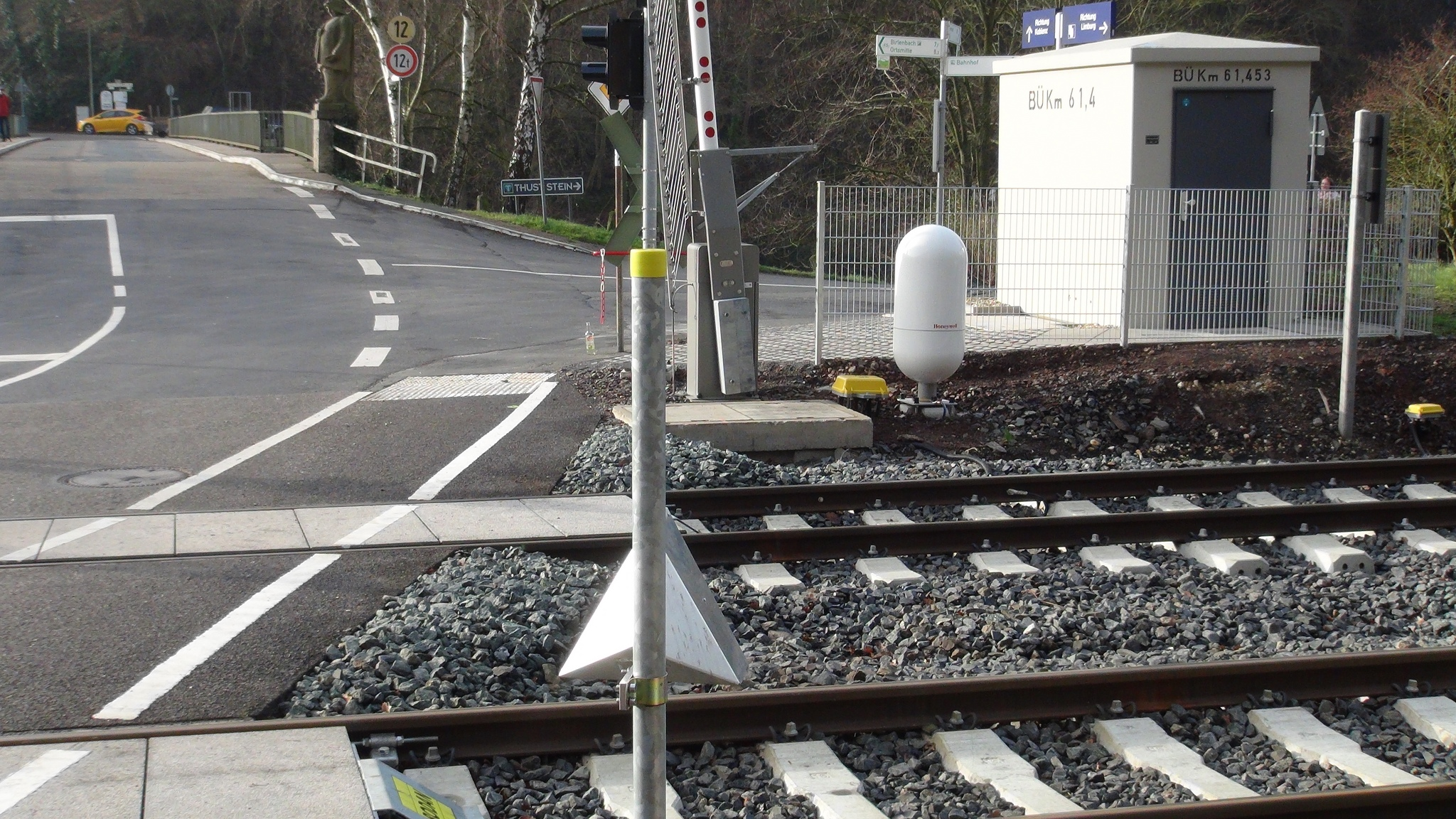
Honeywell Radar-Scanner und einer der Tripelspiegel

Bei Bahnübergängen, die nicht direkt durch ein Stellwerk einsehbar sind, wird die Videoüberwachung zunehmend durch ein Radarsensormeldesystem verdrängt. In dem Gehäuse des Scanners befindet sich ein horizontal mit 1 Hz rotierender Radarspiegel. In Ein-Grad-Schritten wird der Gefahrenraum abgetastet. In jedem der Schritte wird eine Entfernungsmessung zum nächsten Objekt durchgeführt. Bei der Einrichtung wird dem Gerät für jeden der Messwinkel der Beginn und das Ende des Gefahrenraums einprogrammiert. Befindet sich ein Objekt Innerhalb der Grenzen, wird Belegung an die BÜ-Steuerung gemeldet. Zusätzlich befinden sich am Bahnübergang mindestens drei Tripelspiegel, die das Radarsignal direkt zurückwerfen, einer zum Beginn, einer etwa in der Mitte und einer am Ende des zu überwachenden Winkelbereichs. Diese Tripelspiegel dienen zum Selbsttest. Die Entfernungen und Winkel der Tripelspiegel werden dem Gerät bei der Einrichtung einprogrammiert. Werden die Tripelspiegel nicht detektiert, meldet das Gerät ebenfalls eine Belegung. Somit kann der Gefahrenbereich für den Scanner räumlich eingegrenzt und die korrekte Funktion sichergestellt werden. Gemessen wird nur in einem Bereich von etwa 50 cm bis etwa 1 Meter über dem Gleis.